# Michele Daldegan
Michele Coelho Lemos Daldegan est une joueuse brésilienne de volley-ball née le 5 janvier 1983 à Divinópolis. Elle mesure 1,71 m et joue au poste de libero. 

## Clubs
| Club                    | De        | À         |
| ----------------------- | --------- | --------- |
| Minas Tênis Clube       | 2006-2007 | 2007-2008 |
| Mackenzie Esporte Clube | 2008-2009 | 2008-2009 |
| Santa Catarina VC       | 2009-2010 | 2009-2010 |
| Esporte Clube Pinheiros | 2010-2011 | 2010-2011 |
| Sesi-SP                 | 2011-2012 | 2012-2013 |
| Campinas Voleibol Clube | 2013-2014 | 2013-2014 |
| Sesi-SP                 | 2014-2015 | 2015-2016 |
| GR Barueri              | jan 2017  | …         |

## Palmarès
- Coupe du Brésil
  - Finaliste : 2015.